# Kit Armstrong

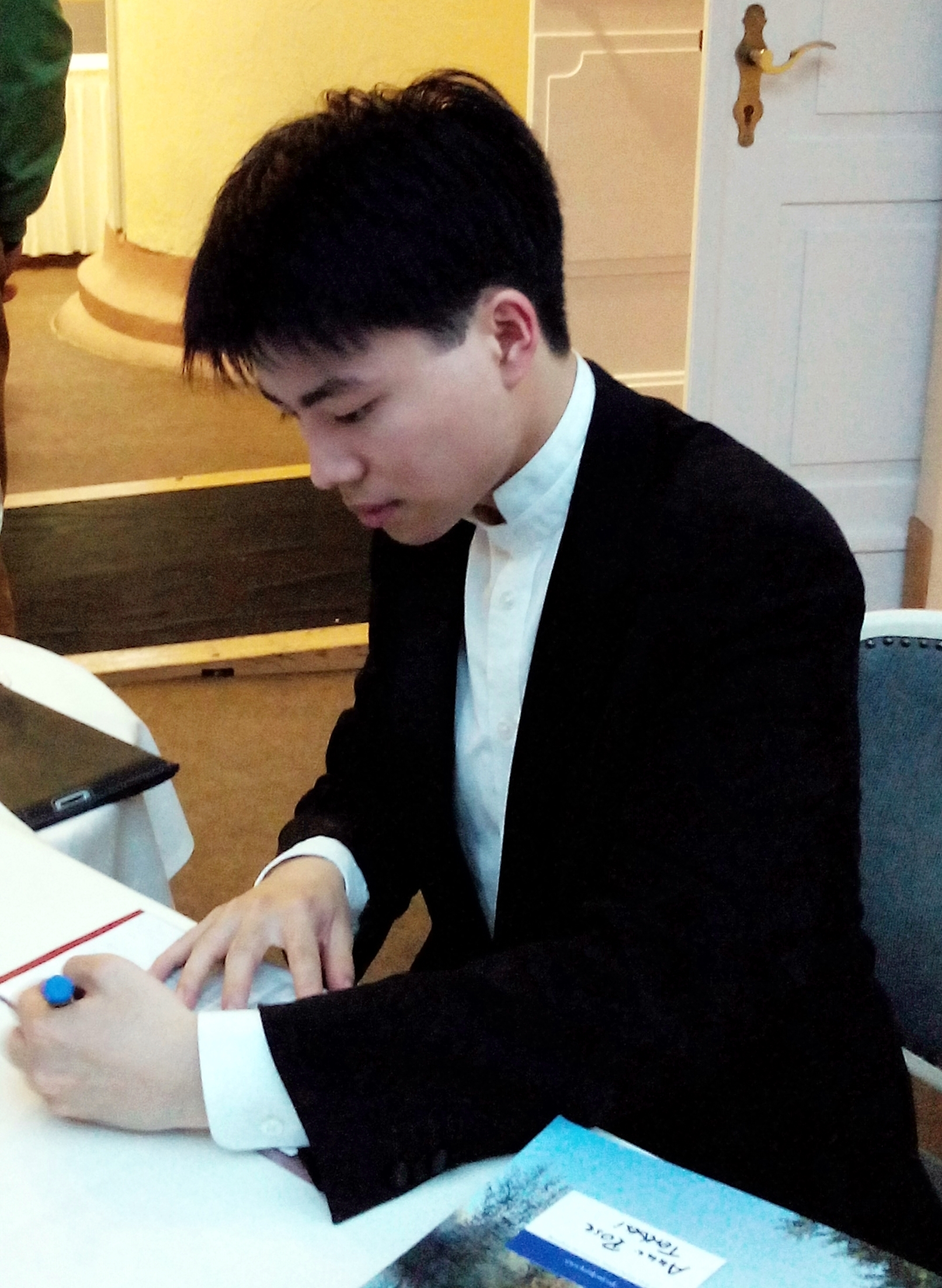
Kit Armstrong, 2014

Kit Armstrong (* 5. März 1992 in Los Angeles, Kalifornien) ist ein US-amerikanischer Pianist, Organist und Komponist.

## Leben
Seine Mutter ist eine aus Taiwan stammende Investmentbankerin. Seinen Vater lernte er nie kennen. Mit neun Monaten begann er zu sprechen, wenig später zu zählen und zu rechnen.
Mit zwei Jahren entdeckte er, dass wenn man eine Zahl, die nur aus n Dreien besteht, mit sich selbst multipliziert, die Ergebnisse aus folgenden Ziffern bestehen:
(n-1) Einsen | Null | (n-1) Achten | 9

z. B.: = 333 * 333 = 110889
Armstrong begann mit fünf Jahren Klavier zu spielen und zu komponieren, mit acht Jahren gab er sein Konzertdebüt, mit zehn Jahren trug er in der Late Show with David Letterman seine erste Komposition vor. Neben der Grundschule besuchte der Hochbegabte parallel die Highschool. Als jüngster Student, der jemals an der Chapman University of California aufgenommen wurde, studierte er Komposition und Physik und wechselte mit neun Jahren an die Utah State University, um Musik, Mathematik, Biologie und Physik zu belegen. Ab 2003 studierte er Klavier bei Claude Frank und Eleanor Sokoloff am Curtis Institute of Music und zugleich Mathematik und Chemie an der University of Pennsylvania. Er schloss sein Musikstudium an der Royal Academy of Music in London mit Auszeichnung ab und gewann 2006 den internationalen Wettbewerb Kissinger Klavierolymp.
Armstrong wurde zusätzlich seit seinem 13. Lebensjahr von Alfred Brendel unterrichtet. Brendel bezeichnete den jungen Musiker 2008 als „Wunderkind“ und „größte musikalische Begabung, der ich in meinem ganzen Leben begegnet bin“. Der junge Musiker entzog sich allerdings der daraufhin einsetzenden „Vermarktungsmaschinerie“ weitestgehend und beendete sein Studium der Mathematik am Imperial College London. Parallel dazu gab er Konzerte „solo und als Kammermusiker; nicht in den ganz großen Sälen, sondern an handverlesenen, feinen Orten“.
Armstrong erwarb im Februar 2012 in Hirson, Frankreich, die Kirche Sainte-Thérèse-de-l’Enfant-Jésus und gründete 2013 die gemeinnützige Stiftung Les Amis de Kit Armstrong: Société Musicale Sainte-Thérèse, die über die Sommermonate Konzerte in der Kirche veranstaltet.
Im Jahr 2013 veröffentlichte das Musiklabel Sony Classical Armstrongs Debütalbum Bach-Ligeti-Armstrong. Auf der CD präsentiert er 12 Choralvorspiele für Orgel von Johann Sebastian Bach in eigener Transkription für Klavier, seine selbst komponierte Hommage Fantasy on B-A-C-H und eine Auswahl aus Musica ricercata von György Ligeti. Armstrongs Fantasy on B-A-C-H ist von den Choralbearbeitungen aus Bachs Orgelbüchlein inspiriert. Ihm sei es wichtig gewesen, bestimmte Eigenschaften dieser Stücke wie einen präzise definierten Charakter, eine Einheitlichkeit in Textur und Klangfarbe, sowie Variationen um ein Melodiethema herum, welches selbst in seiner originalen Gestalt beibehalten werde, für seine Hommage an Bach aufzugreifen.
Das Repertoire des Künstlers, der seit 2013 an allen großen Konzerthäusern der Welt konzertiert und mit renommierten Orchestern auftritt, besteht aus Werken von Bach, Bartók, Beethoven, Brahms, Chopin, Debussy, Haydn, Liszt, Mozart, Mendelssohn, Ravel und Schumann. Darunter befinden sich das gesamte Wohltemperierte Klavier Band 1 von Johann Sebastian Bach, sämtliche Sonaten von Wolfgang Amadeus Mozart und einige Beethoven-Sonaten.
Armstrong hat Werke verschiedenster Gattungen komponiert. Darunter befinden sich Klaviersonaten, Werke für Violine und andere Instrumente sowie eine Sinfonie mit dem Titel Celebration, die vom Pacific Symphony Orchestra uraufgeführt wurde. Er möchte dieses Werk heute nicht mehr aufgeführt sehen, weil es die Möglichkeiten eines Orchesters nicht ausreize.
Armstrong trat regelmäßig mit dem Geiger Andrej Bielow und dem Cellisten Adrian Brendel als Klaviertrio auf. 2016 war Armstrong Artiste étoile beim Würzburger Mozartfest. Anlässlich der Alfred Brendel-Hommage im Frühjahr 2017 gastierte er mit den Wiener Philharmonikern unter Herbert Blomstedt mit Beethovens Klavierkonzert Nr. 3 c-Moll, op. 37 in Berlin, München und Wien. Im November 2017 führte Armstrong sein 2015 komponiertes Konzert für Hammerklavier und Streicher mit dem Barock-Ensemble Akademie für Alte Musik Berlin im Prinzregententheater auf.
Armstrong konzertiert seit 2016 auch als Organist. Im April 2018 debütiert er an der Karl-Schuke-Orgel in der Berliner Philharmonie. Im Juli 2019 gab Armstrong ein bemerkenswertes Recital im Markgräflichen Opernhaus Bayreuth, wo neben einem modernen Konzertflügel aus der Bayreuther Traditionsmanufaktur Steingraeber & Söhne auch ein historischer Steingraeber-Flügel aus dem Jahre 1890 zum Einsatz kam und auf diese Weise eine Gegenüberstellung von historischen und modernen Klangsphären demonstriert wurde.
Zusammen mit Franziska Hölscher hat er die künstlerische Leitung der Musiktage Feldafing inne.
Die Kompositionen Armstrongs werden vom Leipziger Musikverlag Edition Peters verlegt.
Armstrong spricht vier Sprachen fließend und befasst sich in seiner Freizeit auch mit Origami.

## Privates
Kit Armstrong lebt in Wien, in der Nähe von Salzburg sowie im französischen Hirson in der ehemaligen Kirche Sainte-Thérèse-de-l’Enfant-Jésus, wo er regelmäßig Konzerte veranstaltet.

## Werke
- Konzert für Klarinette und Orchester, Auftragskomposition des Vereins Frankfurter Bachkonzerte, UA: 4. November 2010 in der Alten Oper Frankfurt am Main, Zürcher Kammerorchester, Leitung: Paul Meyer.[23]

## Auszeichnungen
- 2002: Morton Gould Young Composer Award der American Society of Composers, Authors and Publishers[24] im Alter von 10 Jahren.
- 2003: Morton Gould Young Composer Award der ASCAP.[25]
- 2004: Morton Gould Young Composer Award der ASCAP.[26]
- 2005: Morton Gould Young Composer Award der ASCAP.[27]
- 2006: 1. Preis beim Kissinger Klavierolymp
- 2007: Morton Gould Young Composer Award der ASCAP.[28]
- 2007: The ASCAP Foundation Charlotte V. Bergen Scholarship für Komponisten unter 18 Jahre.[29]
- 2010: Leonard Bernstein Award
- 2011: Morton Gould Young Composer Award der ASCAP.[30]
- 2014: Solistenpreisträger der Festspiele Mecklenburg-Vorpommern
- 2017: Preis der deutschen Schallplattenkritik, Bestenliste 4-2017 in der Kategorie Tasteninstrumente für Kit Armstrong live from the Concertgebouw Amsterdam performs Bachs Goldberg-Variationen and its predecessors.[31]
- 2018: Preisträger in Residence der Festspiele Mecklenburg-Vorpommern[32]
- 2018: Beethoven-Ring der Bonner Gesellschaft Bürger für Beethoven.[33]

## Diskografie
- Beethoven, Armstrong, Haydn, Liszt: Klaviertrios. Beethoven: Klaviertrio op. 1 Nr. 1; Armstrong: Stop laughing: we’re rehearsing; Haydn: Klaviertrio D-Dur Hob. XV:24. Mit Andrej Bielow an der Violine und Adrian Brendel am Violoncello. Genuin, April 2012. Aufnahme zwischen dem 1. und 4. Januar 2012 im Sendesaal Bremen.
- Bach, Ligeti, Armstrong. Bach: Choralvorspiele BWV 622, 625, 655, 666, 690, 711-713, 715, 724, 729, 738, Partita I B-Dur BWV 825; Ligeti: Musica ricercata Nr. 3–5, 7, 9, 10; Armstrong: Fantasy on BACH. Sony Classical, 27. September 2013.
- Liszt: Symphonic Scenes. Mephisto-Walzer Nr. 1, 2 und 3, Trauerfeier Tassos S. 517, Salve Polonia S. 113 Nr. 2. Sony Classical, 13. November 2015. Aufnahme zwischen dem 18. und 20. August 2015 in der Jesus-Christus-Kirche Dahlem.
- William Byrd & John Bull: The Visionaries of Piano Music. Deutsche Grammophon, 2021
- 2023. Der Film, 1520-2020 : A Musical Odyssey – Une Odyssée Musicale – Eine musikalische Reise von Francis Marcellet, Armstrong, am Soloklavier (2 DVDs Damis Films)

## Filme (Auswahl)
- Set the Piano Stool on Fire. Dokumentarfilm 2011, 76:00 Min. Regie: Mark Kidel, Produktion: Artificial Eye. Uraufführung am 4. Juni 2011 auf dem Curzon Soho Late Night Film Festival, Großbritannien. DVD Veröffentlichung am 11. Juli 2011. Inhaltsangabe bei The Arts Desk.
- Kit Armstrong live from the Concertgebouw Amsterdam performs Bachs Goldberg-Variationen and its predecessors. Konzertfilm 2017, 126 Min. Produktion: Naxos Deutschland. DVD Veröffentlichung am 28. Juli 2017. Byrd: Hugh Aston’s Ground; Sweelinck: Mein junges Leben hat ein End SwWV 324 und Erbarm dich mein, o Herre Gott SwWV 303; Bull: Walsingham (Musica Britannica, Vol.19, No.85); Bach: Goldberg-Variationen. Aufnahme am 13. März 2016.
- Kit Armstrong plays Wagner – Liszt – Mozart, Aufnahme aus dem Markgräflichen Opernhaus Bayreuth vom 24. Juli 2019, DVD, Berlin: C Major 2021.